# Monobas II
Monobas II (ou Monobaz, Monobazo, Monobazus, Bazeu) foi um rei de Adiabena, governou como regente, em nome do irmão mais novo Izates, e, após a morte deste, como rei.

## Família
Monobas era o filho mais velho de Monobas I e Helena de Adiabena, que eram irmãos. O filho mais querido de Monobas I, porém, era Izates; quando Helena estava grávida Monobas I colocou a mão sobre o ventre da esposa, e dormiu, mas ouviu uma voz, dizendo para ele tirar a mão da barriga da esposa, e não machucar a criança, que nasceria bem com a ajuda de Deus, e teria um final feliz.

## Regência
Monobas I tinha vários filhos, com outras esposas, mas seu filho mais amado era Izates; os irmãos, então, passaram a sentir inveja de Izates, e Monobas enviou seu filho para Abennerig, rei de Cárax Espasinu, para que ele ficasse a salvo. Abennerig o recebeu muito bem, casou-o com sua filha Sâmaco, e deu-lhe propriedades.
Quando Monobas I ficou velho, sentindo que a morte estava próxima, chamou de volta Izates, e entregou-lhe o governo da província chamada Carra, que produzia sal amoníaco e onde, segundo a lenda, havia pousado a Arca de Noé depois do dilúvio. Após a morte de Monobas I, Helena, a rainha, convocou os nobres, e disse que a vontade do rei era que Izabas fosse seu sucessor, mas que ela preferia que ele fosse escolhido por vários; os nobres, então, aceitaram a sucessão, porém propuseram que os demais irmãos de Izates fossem mortos. Helena conseguiu adiar o massacre até a chegada de Izates, enquanto isso, Monobas II, o filho mais velho, reinou, e quando Izates chegou, entregou o governo ao irmão.
Izates, que havia conhecido a religião judaica quando estava em Cárax Espasinu, ficou infeliz de ver seus irmãos presos, e os libertou, enviando-os com seus filhos como reféns, alguns para o imperador romano Cláudio, e outros para o rei dos reis parta Artabano II.

## Conversão
Monobas II converteu-se à religião judaica durante o período em que seu irmão reinou, porque ele viu que Izates, por sua piedade, era muito admirado pelos homens.

## Rei
Izates morreu aos 55 anos de idade, deixando vinte e quatro filhos e vinte e quatro filhas, porém ele ordenou que Monobas II, seu irmão, o sucedesse, porque Monobas havia sido fiel após a morte do pai, e guardado o reino para ele. Logo após, morreu Helena, e Monobas enviou os ossos do irmão e da mãe para serem sepultados em Jerusalém, nas três pirâmides que Helena havia construído.